# Molnár Erik (politikus)
Molnár Erik (Újvidék, 1894. december 16. – Budapest, 1966. augusztus 8.) Kossuth-díjas történész, filozófus, közgazdász, jogász és politikus, az Eötvös Loránd Tudományegyetem egyetemi tanára, a Magyar Tudományos Akadémia tagja. 1944 decembere és 1956 októbere között az összes magyar kormányban szerepet vállalt. 1958-tól 1966-ig a Magyar Történelmi Társulat elnöke. Molnár René (1896–1942) ügyvéd bátyja. Írásaiban a marxizmus képviselője, hozzá fűződik a hatvanas évek nemzettudattal kapcsolatos történészvitája.

## Életútja

### Családja és ifjúkora
Református pedagóguscsaládba született. Édesanyja, Jeszenszky Jolán (1867–1950) elszegényedett úri családból származott, polgári iskolai tanárnőként dolgozott. Édesapja, Molnár Aladár a Tolna vármegyei Pálfalváról elszármazott felsőkereskedelmi iskolai tanár volt. Függetlenségi eszméket vallott, ezért büntetésből Újvidékről előbb Árva vármegyébe, Alsókubinba, majd Fiumébe helyezték át. Még az első világháború előtt belépett a Magyarországi Szociáldemokrata Pártba, amelynek helyi vezetője lett. A háború után mint kommunistát kiutasították, és áttoloncolták Magyarországra. Családjával Kecskeméten telepedett le.
Molnár Erik 1912-ben érettségizett a fiumei olasz gimnáziumban. Tanulmányait a Ludovika Akadémián kívánta folytatni, ám mindössze két hét után átiratkozott joghallgatónak. Bécsben, Budapesten és Rómában is tanult.
1915 végén besorozták a 20. honvéd gyalogezredbe, zászlósként került ki az orosz frontra. 1916-ban hadifogságba esett. Négy évet töltött Vlagyivosztokban egy tiszti táborban, amelynek rabjait nem dolgoztatták. Saját bevallása szerint „a hadifogság lényegében átalakító hatással volt rá”: megszabadult a „még megmaradt úri vonásoktól,” franciául tanult, és sok olvasással megalapozta általános műveltségét. Szabadulása után folytatta jogi tanulmányait, és 1922-ben jogi doktorrá avatták. Letette az ügyvédi és a bírói vizsgát is. Gyakornoki évei elteltével, 1924-ben ügyvédi irodát nyitott Kecskeméten.
1926-ban feleségül vette Berkovics Arankát.

### A kecskeméti évtizedek
A két világháború között tanított az Egyetemes Református Jogakadémián. Csatlakozott a szociáldemokraták helyi szervezetéhez, amelynek vezetését hamarosan átvette. 1928-ban – abban az évben, amikor a Magyarországi Szociáldemokrata Párt színeiben a városi törvényhatósági bizottság tagja lett – öccse ösztönzésére belépett az illegális kommunista pártba is. Ekkor jelentek meg első írásai a Madzsar József-féle Társadalmi lexikonban. 1929-től tanulmányok sorát publikálta a munkásmozgalom problémáiról, az agrárkérdésről és a nagy gazdasági világválságról a 100%, a Társadalmi Szemle, a Gondolat és a kolozsvári Korunk hasábjain (leggyakrabban Jeszenszky Erik, Pálfai István vagy Szentmiklósy Lajos álnéven). 1937 után publicisztikai munkásságát háttérbe szorította történészi tevékenysége.
A „szegények ügyvédjeként” lett ismert a városban. Emigrációba kényszerült René öccse praxisának átvétele után több kommunista védelmét is ellátta kisebb jelentőségű helyi perekben. Alapvetően visszavonult életet élt, a nevesebb értelmiségiek közül csak Veres Péterrel, Losonczy Gézával, Donáth Györggyel és a szintén kecskeméti Tóth Lászlóval, Németh László Tanújának kiadójával, a város későbbi polgármesterével tartotta a kapcsolatot. Az ország német megszállásáig nem érték inzultusok. Ezután kétszer is letartóztatták, ám mielőtt Németországba deportálhatták volna, a város polgárai kiszabadították, és a szovjet csapatok bevonulásáig bújtatták. 1944. november–decemberben hat hétig Kecskemét alpolgármestere volt.

### Pályafutása 1944 után
A Debrecenben összeült Ideiglenes Nemzetgyűlés munkájában Pest-Pilis-Solt-Kiskun vármegye küldöttjeként vett részt. Haláláig tagja maradt az Országgyűlésnek (később Bács-Bodrog vármegye, majd Heves megye képviseletében). December 22-én Rákosi Mátyás javaslatára – hivatalosan pártonkívüliként – az Ideiglenes Nemzeti Kormány népjóléti minisztere lett. Ezt a posztot töltötte be Tildy Zoltán, Nagy Ferenc, majd néhány hónapig Dinnyés Lajos kormányában is. 1947. szeptember 24-én a kisgazdapárti Mihályfi Ernőt váltotta a külügyminiszteri és a tájékoztatásügyi miniszteri posztokon. Utóbbi tisztségét ennek 1948. január 26-ai megszüntetéséig viselte. 1948. augusztus 5-én rendkívüli és meghatalmazott nagykövetté nevezték ki. 1948. szeptember 10-étől 1949. szeptember 26-áig – Szekfű Gyulát váltva – moszkvai nagykövet, 1948. október 13-ától 1949. szeptember 29-éig helsinki követ volt. 1948 júliusában a Magyar Tudományos Akadémia levelező, 1949 őszén előbb rendes, majd elnökségi tagjává választották. 1948 és 1956 között a Magyar Dolgozók Pártja Központi Vezetőségében is tevékenykedett. 1950. július 17-én – a már korábban letartóztatott – Ries Istvánt követte az igazságügy-miniszteri székben. 1952. november 14-én ismét külügyminiszter lett. 1953 júliusától 1954 októberéig a Legfelsőbb Bíróság elnökeként, majd igazságügy-miniszterként részt vett a koncepciós perek felülvizsgálatában, az elítéltek rehabilitációjában. A Rajk-per kapcsán Kádár Jánost is kihallgatta.
1956 márciusában Apró Antal, Házi Árpád, Kovács István és Nógrádi Sándor mellett tagja volt annak a bizottságnak, amely az MDP KV megbízásából kivizsgálta Farkas Mihály tetteit. Július közepére elkészült jelentésük minden felelősséget Farkasra hárított az elmúlt években bekövetkezett törvénytelenségekért, és javasolta kizárását a pártból. Molnár emellett bűnvádi eljárás megindítását is szorgalmazta. Ugyanebben az időszakban többször nyíltan – a Budapestre érkezett szovjet vezetők körében is – kritizálta Rákosi politikáját.
Az 1956-os forradalom után kiszorult a pártvezetésből. Tagja maradt ugyan az országgyűlésnek és az őt 1955-ben soraiba fogadott Interparlamentáris Unió magyar csoportjának (sőt, 1963-ban ennek elnöke lett), de a közvetlen politizálástól visszavonult. Ténylegesen is átvette a – hivatalosan már 1949 óta általa igazgatott – Történettudományi Intézet vezetését. 1958 után háromszor választották meg a Magyar Történelmi Társulat elnökévé. Ugyanettől az évtől az Acta Historica főszerkesztője, 1957 és 1962 között a Századok szerkesztőbizottságának elnöke volt.

## Munkássága

### A magyar őstörténet marxista megközelítése
Szentmiklósy Lajos néven közölt Magyar őstörténet c. munkája a téma első marxista szintézisének számított, mely tévedései és pontatlanságai ellenére évtizedekig éreztette a hatását. Egyik tévedése, hogy az 1853-elhunyt Matthias Alexander Castrénhez hasonlóan a Szajánok vidékére helyezte a finnugor őshazát. Molnár Erik a magyarok honfoglalás előtti társadalmát kommunisztikus pásztortársadalomként láttatta. A szerző nomadizmussal kapcsolatos felfogása szerint a honfoglaló magyarok szabad pásztorok lehettek, míg a magyar kalandozások a „pásztortársadalom válságával” voltak magyarázhatóak. Molnár néhány nézete – miszerint a nomadizmus mint gazdasági alap határozta meg a felépítményt (és hozta létre azt a politikai berendezkedést, mely „nomád feudalizmus” vagy „nomádállam” néven volt jelen a magyar historiográfiában), minden honfoglaló férfi katona is lehetett egyben, továbbá a magyar államalapításban szláv hatások mutatkozhattak – egészen a legutóbbi időkig jelen volt (s részben ma is jelen van) a történettudományban.

### A magyar nemzeteszme kritikája
Molnár Erik párttagsága és marxista beállítottsága ellenére nem számított a Rákosi-korszak meghatározó történészének, ideológiai, tudománypolitikai és személyi kérdésekben elsősorban Révai József, Mód Aladár és Andics Erzsébet döntött. (A külügyi tárcának a Rákosi-kor miniszteri struktúrájában nem volt nagy súlya, nem véletlenül tekinthető Rajk László bukása kezdetének külügyminiszteri kinevezése.) Molnár Erik részben Mód Aladár történelemszemléletével szemben fejtette ki nézetét, részben az 1956-os forradalom okait és ideológiai gyökereit kereste, melyet a magyar nacionalizmusban talált meg. Mindemellett Molnárnak az 1957-ben a Táncsics Körben tartott, a Rákosi-rendszert részben bíráló és 1956-ot felkelésnek nevező előadása miatt is vezekelnie kellett.
Molnár Erik korábban is létező, de részletesebben 1960-as írásában és későbbi vitacikkeiben kifejtett nézetrendszere szerint a „feudális korban” magyar nemzettudatról nem beszélhetünk, a „nemzet” a magyar nemesség eszméje és hívószava volt, majd az 1848–49-es forradalom és szabadságharcot és a kiegyezést követően szintén a földbirtokosság alkotta meg a burzsoá nemzeteszmét. Ebből látható, hogy Molnár Erikre mind Szabó Ervin utolsó, Társadalmi és pártharcok a 48–49-es magyar forradalomban című munkája, mind az urbánus és polgári radikális nézetrendszer nagymértékben hatott. Molnár emellett a függetlenségi harcok, a magyar történelem korábban egyöntetűen pozitívnak és a marxista történészek által is haladónak tartott eseményei (Rákóczi-szabadságharc, 1848) fontosságát és progresszív jellegét is tagadta. Molnár szerint a torz magyar nacionalizmus vált az 1956-os forradalom kiváltó tényezőjévé, melyet a proletár internacionalizmusnak kell felváltania.

## Elismerései, kitüntetései
1964-ben az Eötvös Loránd Tudományegyetem és a krakkói Jagelló Egyetem is tiszteletbeli doktorai közé fogadta.
Kétszer kapta meg a Kossuth-díjat. 1948-ban mint a „dialektikus és történelmi materializmus alapján álló történettudomány kiváló tudósát” jutalmazták az ezüst fokozattal, 1963-ban az „elmúlt másfél évtizedben a társadalom- és történelemtudomány terén kifejtett munkásságáért” tüntették ki az elismerés első fokozatával. 1947-ben a Magyar Szabadság Érdemrend ezüst fokozatával, 1948-ban a Kossuth-érdemrend első osztályával, 1950-ben a Magyar Népköztársasági Érdemrend első fokozatával díjazták. 1954-ben megkapta a Magyar Népköztársaság, 1964-ben a Munka Vörös Zászló Érdemrendjét.

## Értékelése
Molnár Erik esetében el kell választanunk politikai és tudományos pályáját. Bár ellenérzései lehettek a Rákosi-rendszerrel szemben, 1944-től haláláig valamennyi kormányzatnál el tudott helyezkedni (1956 után országgyűlési képviselőként), továbbá igazságügy-miniszterként több halálos ítéletet írt alá, maga is hozzájárulva a sztálinista berendezkedéshez. Másrészt a rendszer néhány esetben gátolta őt (az 1950-es években Mód Aladár nézeteinek középpontba állításával, majd Molnár Nemzeti-demokratikus felkelés vagy burzsoá ellenforradalom? című írásának 1989-ig tartó kiadatlanságával).
Molnár Erik egyes nézetei, főként a magyar őstörténethez és középkorhoz kapcsolódó megállapításai manapság nem állják meg a helyüket (néhány elképzelése, mint a Szaján-vidéki őshaza gondolata már a 19. században is korszerűtlen volt), néhány korai munkája nem több a korábbi szakirodalom kivonatolásánál, míg 1950-es évekbeli írásainál elsők között vetette fel a komplex módszer szükségességét. A nemzettudattal kapcsolódó fejtegetései hívták életre az 1960-as évek történészvitáját, mely kihatott többek között Szűcs Jenő hasonló tárgyú munkásságára is. Molnár Eriknek a nemzetfogalomhoz és nacionalizmushoz fűződő elképzelései hosszú távúnak bizonyultak: a szocialista országok többségének burkolt vagy nyíltan alkalmazott nacionalizmusával szemben a Kádár-kor Magyarországának ideológiáját az internacionalizmus és a magyar nacionalizmussal szembeni harc jellemezte.

## Emlékezete
Életéről 1971-ben Ránki György tett közzé kismonográfiát. Grantner Jenő által készített mellszobra a kecskeméti Katona József parkban állt 1968 és 1992 között. Egykori lakhelye, a Nagykőrösi utca 29. falán tábla őrizte emlékét 1977-től 1991-ig. 1972 és 1992 között az ő nevét viselte a mai Arany János Általános Iskola. A város Szeleifalu nevű részén utcát neveztek el róla. Budapest XI. kerületében, Kelenföldön a mai Badacsonyi utca viselte nevét 1970-től 1991-ig; ugyanitt avatták fel 1985-ben Pálfy Gusztáv Molnár-emléktábláját.
A Magyar Történelmi Társulat 1967 és 1986 között osztotta ki a róla elnevezett emlékérmet.

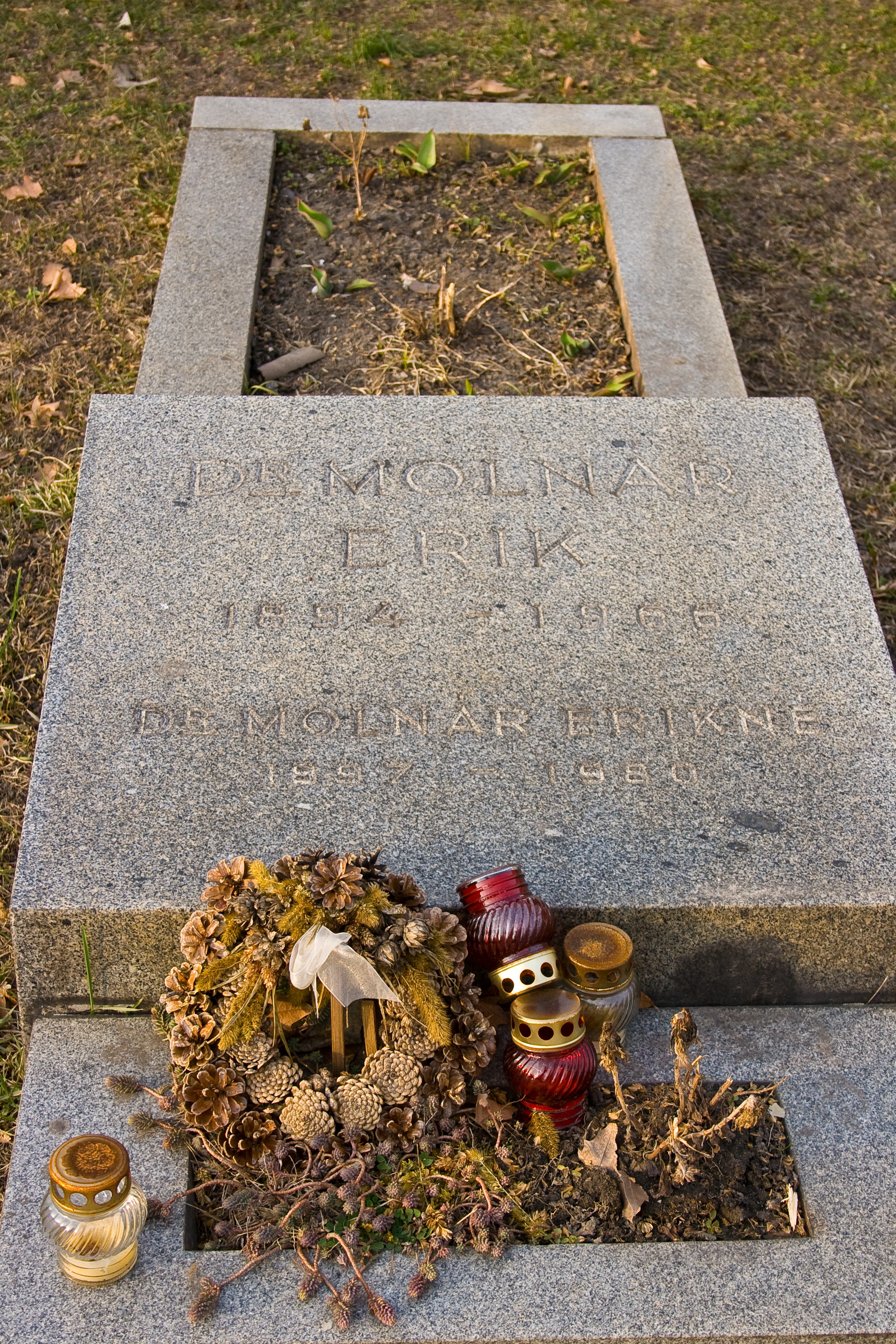
Molnár Erik és felesége síremléke a Kerepesi temetőben
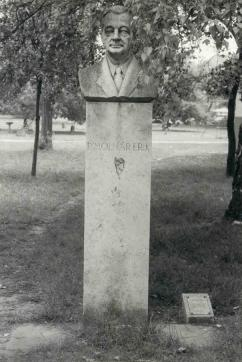
Mellszobra a kecskeméti Katona József parkban
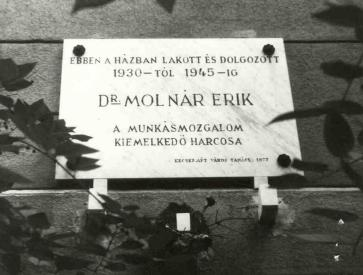
Emléktáblája kecskeméti lakóháza falán
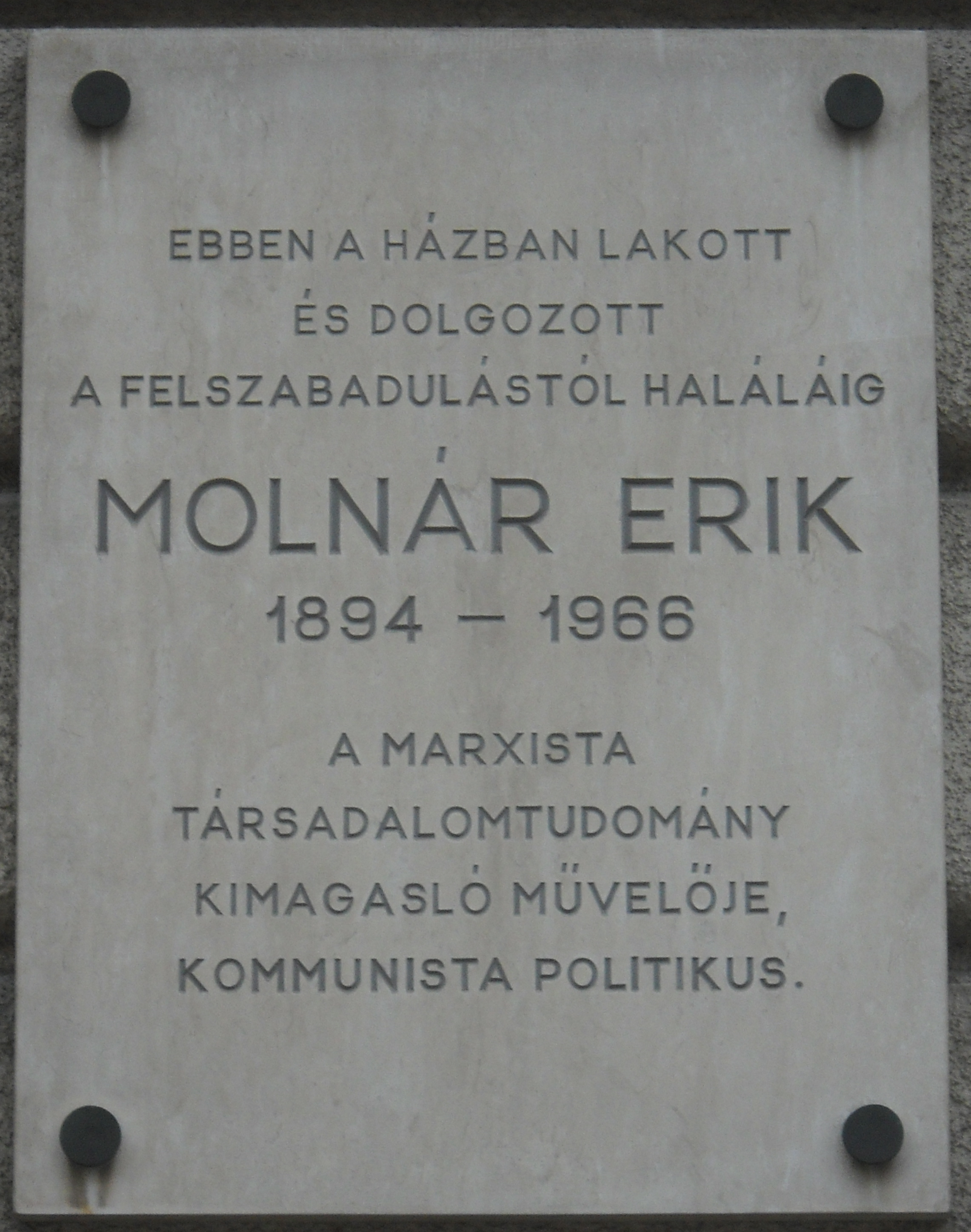
Emléktáblája budapesti lakóháza falán

## Főbb művei

### Monográfiák, tanulmánygyűjtemények, önállóan megjelent tanulmányok
- A magyar agrárkérdéshez (Szentmiklósy Lajos néven; Budapest, 1937)
- Dialektika (Jeszenszky Erik néven; Budapest, 1941)
- Magyar őstörténet (Szentmiklósy Lajos néven; Budapest, 1942)
- A feudalizmus kialakulása Magyarországon (Szentmiklósy Lajos néven; Budapest, 1942)
- Az árpádkori társadalom. A gazdasági alap (Szentmiklósy Lajos néven; Budapest, 1943)
- Az árpádkori társadalom. A felépítmény (Szentmiklósy Lajos néven; Budapest, 1943)
- Dialektika. Tanulmányok (Budapest, 1945)
- Szent István (Budapest, 1945)
- A magyar társadalom története az őskortól az Árpádkorig (Budapest, 1945, 1949)
- A zsidókérdés Magyarországon (Budapest, 1946)
- Demokratikus egészségpolitika (Budapest, 1946)
- A szocializmus történetéből (Budapest, 1947)
- A magyar társadalom története az Árpádkortól Mohácsig (Budapest, 1949)
- A történelmi materializmus ideológiai előzményei (Budapest, 1952)
- A feudalizmus kialakulása Magyarországon. Az Árpádok kora (Budapest, 1952)
- A magyar nép őstörténete (Budapest, 1953, 1954)
- A történelmi materializmus filozófiai alapproblémái (Budapest, 1955, 1961)
- A marxista filozófia és népi demokráciánk kérdései (Budapest, 1956)
- A jelenkori kapitalizmus néhány gazdasági problémája (Budapest, 1959)
- Dialektikus materializmus és társadalomtudomány (Budapest, 1962)
- A marxizmus szövetségi politikája 1848–1889 (Budapest, 1967)
- Válogatott tanulmányok (Szerk.: Ránki György; Budapest, 1969)

### Egyetemi jegyzetek
- A magyar társadalom a X–XII. században. 1949/50. tanév II. félévi előadások jegyzete (Budapest, 1950)
- Magyar történet a XIII–XIV. században. 2. évesek számára (Budapest, 1950)

### Szerkesztett kötetek
- Magyarország története 1–2. (Budapest, 1964, 1967)

### Cikkek, tanulmányok
- A magyar történetírás fejlődése az elmúlt évtizedben. Századok, 1960. 1–3. sz. 45–58. o.
- A nemzeti kérdés. Magyar Tudomány, 1960. 10. sz. 571–587. o.
- Ideológiai kérdések a feudalizmusban. A nemzeti kérdéshez. A „haza” fogalma a feudalizmus korszakában. Történelmi Szemle, 1961. 3. sz. 261–278. o.
- Történetszemléletünk nacionalista maradványairól. Új Írás, 1962. 11. sz. 1236–1243. o.
- Válasz a nacionalizmus kérdésében írt vitacikkekre. Új Írás, 1963. 7. sz. 848–855. o., 8. sz. 984–989. o., 9. sz. 1111–1115. o., Történelmi Szemle, 1963. 2. sz. 238–259. o.
- A hazafias-nemzeti ideológiáról. Kritika, 1963. 4. sz. 21–29. o.
- Molnár Erik kiadatlan tanulmánya: Nemzeti-demokratikus felkelés vagy burzsoá ellenforradalom? Kiadta: Hajdu Tibor. Társadalmi Szemle, 1989. 4. sz. 47–54. o.

### Monográfiák, adattárak
- Botos János – Gyarmati György – Korom Mihály – Zinner Tibor: Magyar hétköznapok Rákosi Mátyás két emigrációja között 1945–1956. Budapest, 1988, Minerva
- Bölöny József: Magyarország kormányai 1848–1987. Budapest, 1987, Akadémiai
- Gunst Péter: A magyar történetírás története. Debrecen, 2000, Csokonai
- Gyurgyák János: Ezzé lett magyar hazátok. A magyar nemzeteszme és nacionalizmus története. Budapest, 2007, Osiris
- Kossuth-díjasok és állami díjasok almanachja 1948–1985. Szerk.: Darvas Pálné – Klement Tamás – Terjék József. Budapest, 1988, Akadémiai
- Ránki György: Molnár Erik. Budapest, 1971, Akadémiai
- Romsics Ignác: Magyarország története a XX. században. Budapest, 2000, Osiris
- Romsics Ignác: Clio bűvöletében. Magyar történetírás a 19–20. században – nemzetközi kitekintéssel. Budapest, 2011, Osiris Kiadó

### Tanulmányok, tanulmánygyűjtemények
- Erdei Ferenc: Molnár Erik 1894–1966. Magyar Tudomány, 1966. 11. sz. 701–703. o.
- Lackó Miklós: Molnár Erik és a 60-as évek történész-vitája. Századok, 2008. 6. sz. 1483–1536. o.
- Pach Zsigmond Pál: Molnár Erik társadalomtörténet-írásáról. Századok, 1967. 6. sz. 1119–1125. o.
- Pamlényi Ervin: Molnár Erik történetírásáról. Századok, 1964. 5–6. sz. 931–942. o.
- Vita a magyarországi osztályküzdelmekről és függetlenségi harcokról. Szerk.: Pach Zsigmond Pál. Budapest, 1965, Kossuth

### Visszaemlékezések
- Nagy Ferenc: Küzdelem a vasfüggöny mögött 1–2. Szerk.: Antal László. Budapest, 1990, Európa – História
- Rákosi Mátyás: Visszaemlékezések 1940–1956 1–2. Szerk.: Feitl István – Gellériné Lázár Márta – Sipos Levente. Budapest, 1997, Napvilág
- Szász Béla: Minden kényszer nélkül. Egy műper története. Szerk.: Antal László. Budapest, 1989, Európa – História

### Lexikonok, életrajzgyűjtemények
- Az 1945. évi Nemzetgyűlés almanachja 1945–1947. Főszerk.: Vida István. Budapest, 1999, Magyar Országgyűlés. 374–377. o.
- Budapest teljes utcanévlexikona. Szerk.: Ráday Mihály. Budapest, é. n. [2004], Sprinter. 85. o.
- Az Ideiglenes Nemzetgyűlés almanachja 1944–1945. Főszerk.: Vida István. Budapest, 1994, Magyar Országgyűlés. 291–293. o.
- Közgazdasági kislexikon. Budapest, 1972, Kossuth. 246. o.
- Magyar életrajzi lexikon 1000–1990. Főszerk.: Kenyeres Ágnes. Budapest, 2001, Arcanum
- Magyar nagylexikon XIII. (Mer–Nyk). Főszerk.: Bárány Lászlóné. Budapest, 2001, Magyar Nagylexikon. 236. o. ISBN 963-9257-09-5
- A Magyar Tudományos Akadémia tagjai 1825–2002 II. (I–P). Főszerk.: Glatz Ferenc. Budapest, 2003, MTA Társadalomkutató Központ. 888–889. o.
- Révai új lexikona XIV. (Mah–Nel). Főszerk.: Kollega Tarsoly István. Szekszárd, 2004, Babits. 615–616. o. ISBN 963-955-616-5
- Új magyar életrajzi lexikon IV. (L–Ő). Főszerk. Markó László. Budapest: Magyar Könyvklub. 2002.   814–815. o. ISBN 963-547-414-8

### Dokumentumfilmek
- Molnár Erik (magyar dokumentumfilm, Magyar Televízió, 1967, 55 perc, szerkesztette és rendezte: Kardos István) (magyar történészek visszaemlékezései Molnár Erikre)

| Elődje: Somogyi Ödön/Jankó Péter | A legfelsőbb bíróság elnöke 1953–1954 | Utódja: Domokos József |